# Chabria obscura
Chabria obscura es un coleóptero de la familia Chrysomelidae.
Fue descrita científicamente en 2002 por Medvedev.